# Air Service Gabon
Air Service Gabon war eine westafrikanische Fluggesellschaft mit Sitz in Libreville, Gabun. Sie betrieb Linien- und Charterflüge innerhalb von Westafrika. Zum 1. September 2010 stellte sie sämtliche Flüge ein.

## Flotte
Mit Stand Juni 2010 bestand die Flotte aus fünf Flugzeugen:
- 4 De Havilland DHC-8-102
- 1 De Havilland DHC-8-311